# Stitchers
Stitchers es una serie de televisión estadounidense de ciencia ficción y drama criminal emitida en Freeform. El show fue elegido oficialmente como serie el 29 de septiembre de 2014, y emitido por primera vez por televisión el 2 de junio de 2015. El 14 de julio de 2015, la serie fue renovada para una segunda temporada. El 6 de octubre de 2016, tras 5 meses del final de su segunda temporada, Freeform renovó la serie para una tercera temporada, prevista para estrenarse en 2017. El 15 de septiembre de 2017, Freeform anunció la cancelación de la serie.

## Argumento
La ficción sigue a una joven llamada Kirsten Clark (Emma Ishta), quien es reclutada por una agencia secreta del gobierno. Su objetivo principal es "suturar" la mente de los recién fallecidos, investigando así los asesinatos de la víctimas y descifrar los misterios que rodean el caso.

## Elenco

### Elenco principal
- Emma Ishta como Kirsten Clark, una estudiante de Caltech que es reclutada en el programa Stitchers. Ella es una estudiante de posgrado en ciencia de la computación. Es muy inteligente, pero emocionalmente distante. Tiene una condición llamada displasia temporal, lo que hace que no tenga ninguna percepción del tiempo. Su apellido original es Stinger, pero luego de que su padre la abandonara, adoptó el apellido del hombre que la crio, Ed Clark.
- Kyle Harris como Cameron Goodkin, un neuro-científico brillante cuya pasión por su trabajo es evidente. Es parte del programa Stitchers.
- Ritesh Rajan como Linus Ahluwalia, un ingeniero bioeléctrico y técnico en comunicaciones que es parte del programa Stitchers.
- Salli Richardson-Whitfield como Maggie Baptiste, líder del programa Stitchers. Es una veterana experta de las operaciones encubiertas.
- Allison Scagliotti-Smith como Camille Engelson, la compañera de casa de Kirsten. Es una talentosa estudiante graduada en ciencias de la computación, que también ha sido reclutada para usar sus habilidades y ayudar a Kirsten en su nuevo rol como una stitcher.

### Elenco recurrente
- Damon Dayoub como Quincy Fisher, un oficial de policía de Los Ángeles que luego es reclutado en el programa.
- Sola Bamis como Ayo, una miembro crucial del programa Stitchers, responsable de monitorear los signos vitales de Kirsten mientras que ella está pasando por un "stitch", o atravesando los recuerdos de una persona recientemente fallecida. Ayo es la jefa del departamento médico responsable de mantener la seguridad de la stitcher, mientras que una sesión está en curso.
- Hugo Armstrong como Ed Clark, el hombre que crio a Kirsten. Es encontrado muerto al inicio de la serie por un aparente suicidio. Inicialmente, el detective Quincy Fisher pensaba que Clark era el padre de Kirsten, pero en realidad es el mejor amigo y socio de su padre, el Dr. Daniel Stinger. Juntos desarrollaron la tecnología Stitcher que Kirsten ahora utiliza para resolver crímenes y otros misterios.
- Tiffany Hines como Marta Rodriguez, una exmiembro del programa Stitchers que entró en un estado de coma luego de que una de las sesiones del programa no resultara bien.
- Kaylee Quinn como Kirsten Clark (joven)
- Oded Fehr como Leslie Turner, el director del programa Stitchers.
- Mia Serafino como Janice, vecina de Cameron.
- Jack Turner como Liam Granger, el novio de Kirsten. Es un viajero del mundo. Vuelve a la ciudad luego de dos años sin ver a Kirsten. Liam había pasado el último año viviendo en una cabaña en el Perú. Antes de eso, pasó un año en el sudeste asiático. Dice ser un antropólogo cultural que quiere contribuir a los lugares que visita.
- C. Thomas Howell como Dr. Daniel Stinger, uno de los creadores del algoritmo que hace posible el stitch. Cuando su esposa cayó en coma después de haber estado en un accidente de coche, él trató de utilizar la tecnología y a su joven hija para traer a su esposa. No estaba al tanto de las consecuencias del stitching en una persona que no estaba muerta, y como resultado, su esposa murió y dejó a Kirsten con una displasia temporal. Poco después de este incidente, dejó a Kirsten Stinger al cuidado de Ed Clark, un amigo de la familia. Dejó a Kirsten cuando ella era muy pequeña. Su paradero actual es desconocido.